# گالتلی
گالتلی (به ایتالیایی: Galtellì) یک کومونه در ایتالیا است که در استان نیورو واقع شده‌است.

## خصوصیات
گالتلی ۵۶٫۸ کیلومترمربع مساحت و ۲٬۴۵۲ نفر جمعیت دارد و ۳۵ متر بالاتر از سطح دریا واقع شده‌است.